# Crash Twinsanity
Crash Twinsanity – gra z serii Crash Bandicoot, wydana w 2004 roku.

## Fabuła
Po trzech latach niebytu powraca Dr. N. Cortex. Podszywając się pod siostrę Crasha – Coco, próbuje zemścić się na nim. Po walce obaj trafiają do jaskini. Aby się z niej wydostać, muszą współpracować. Gdy docierają na powierzchnię, na Ziemię przybywają dwa kanarki. Mają zamiar zemścić się na złym doktorze, a przy okazji zniszczyć planetę. Crash i jego największy wróg muszą więc połączyć siły. Cortex musi także rozwikłać zagadkę: dlaczego Źli Bliźniacy chcą zemsty i kim w ogóle są.